# Yaoi fandom

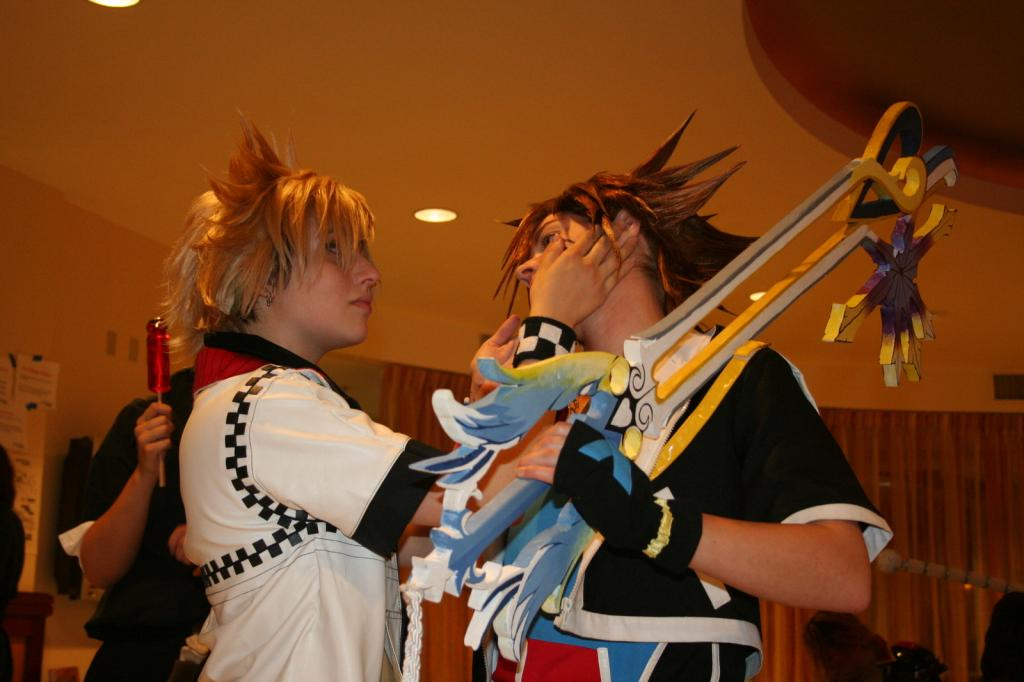
Due cosplayer si mettono in posa come i personaggi di Kingdom Hearts (da sinistra a destra) Roxas e Sora, allo Yaoi-Con 2008. 85% dei membri dello Yaoi-Con sono di sesso femminile.

Con la locuzione "Yaoi fandom" ci si riferisce a tutti quegli appassionati lettori di yaoi (chiamato anche Boys Love o BL), un genere di manga o racconti intrisi di romanticismo che narrano una storia d'amore i cui protagonisti sono maschi omosessuali. Il termine è rivolto anche a coloro che partecipano alle attività comuni organizzate attorno agli yaoi, come per esempio frequentare i ritrovi, mantenere in vita o aprire siti di fan (fan site), creare fanfiction o fan art etc.
A metà degli anni '90 del XX secolo le stime sulle dimensioni del fandom yaoi giapponese erano di circa 100-500.000 persone, ma nel 2008 nonostante una maggiore conoscenza del genere presso il grande pubblico, il numero effettivo dei lettori rimane limitato. Le traduzioni dei fan in lingua inglese hanno cominciato a circolare con From Eroica with Love attraverso la comunità di slash fiction verso i primi anni '80, con la creazione così di un collegamento tra fandom di slash fiction e yaoi fandom.
La maggior parte dei fan dello yaoi sono ragazze adolescenti o giovani donne. In Giappone le fan di genere femminile sono chiamate fujoshi, un gioco di parole che denota il loro modo di vedere le relazioni omosessuali nei media: il termine Fujoshi (腐女子?) significa, in poche parole, "ragazza marcia". L'equivalente maschile è denominato fudanshi. Sia i fan maschili che quelle femminili vengono indicati come eterosessuali o bisessuali; gli effettivi fan gay sono più propensi a preferire il genere bara.
Il mondo dei fan yaoi è stato caratterizzato ad esempio dai personaggi del seinen manga Fujoshi Rumi. Almeno un Butlers Café (バトラースカフェ Batorāsu Kafe?) con "maggiordomi" a tematica scolastica è stato aperto al fine di fare appello al canone estetico dell'amore per i ragazzi (Bishōnen). In uno studio compiuto tra i fan della visual kei il 37% degli intervistati ha riferito di aver avuto fantasie sessuali o di tipo yaoi nei confronti delle loro stelle musicali.

## Demografia

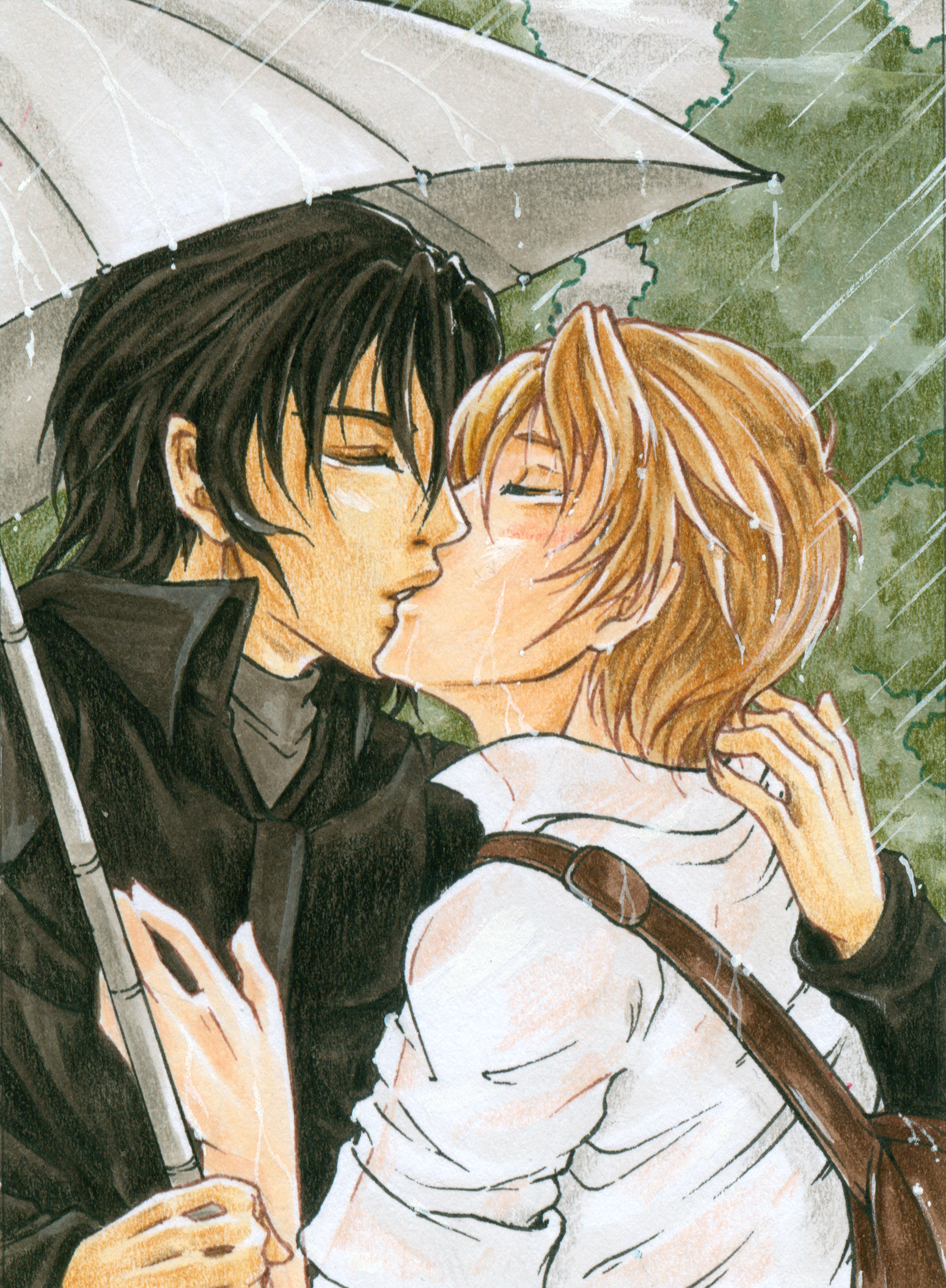
Immagine di scena yaoi.

La maggior parte dei fan yaoi sono o ragazze nel pieno dell'adolescenza o giovani donne. Il numero dei lettori di sesso femminile in Thailandia è stimato essere attorno all'80% mentre l'appartenenza allo Yaoi-Con, una manifestazione/evento yaoi che si svolge a San Francisco, dava come stima l'85% appannaggio del sesso femminile.
Solitamente si presume che tutti i fan di sesso femminile siano eterosessuali, ma in Giappone vi è una presenza anche di autrici di manga lesbiche e bisessuali che mettono in discussione il proprio genere con le loro lettrici. Recenti sondaggi svoltisi online di lettori yaoi in lingua inglese indicano che il 50-60% delle lettrici si auto-identificano come eterosessuali.
È stato anche suggerito che i fan occidentali possono essere più diversificati riguardo al proprio orientamento sessuale rispetto ai fan giapponesi e che tra quelli occidentali è «più probabile vi possa essere un collegamento» tra la passione BL ("Boys’ Love", "l'amore fra ragazzi") e il sostegno ai diritti LGBT. Molto simile alla base dei lettori yaoi, anche la maggior parte degli scrittori di fanfiction yaoi si deduce siano donne eterosessuali. Il ragionamento che sta alla base di questa tendenza è a volte attribuito all'idea che le donne scriventi yaoi fantiction producono attive fantasie eterosessuali attraverso le figure maschili omosessuali.
Anche se il genere viene commercializzato per donne e ragazze anche gay, bisessuali e maschi eterosessuali formano una parte dei lettori. Nel sondaggio svoltosi in una libreria di fan yaoi degli Stati Uniti d'America, almeno circa un quarto degli intervistati era di sesso maschile; altri sondaggi online di lettori anglofoni pongono tale percentuale attorno al 10%. Si suggerisce inoltre che i giovani uomini gay giapponesi che si sentono offesi dai contenuti chiaramente pornografici di alcune riviste gay, possano invece preferire di leggere gli yaoi. Questo non vuol dire che la maggior parte degli uomini omosessuali siano appassionati del genere, laddove invece alcuni di loro rimangono scoraggiati di fronte allo stile della fan art femminile o alle raffigurazioni idealizzate di vita omosessuale, preferendo e cercando così il Gei Comi (fumetti gay), ovvero manga scritti da e per gli uomini omosessuali, in quanto la visione del Gei Comi viene percepita come maggiormente realistico.
Alcuni dei temi della narrazione yaoi che gli uomini omosessuali esprimono come fastidiosi sono ad esempio una divulgata o percepita misoginia e l'assenza di un'identità gay in stile occidentale, anche se questi temi, ed altri più controversi, son presenti a volte pure nei Gei-Comi. Alcuni artisti e mangaka maschili hanno prima prodotto opere yaoi per poi passare a pubblicare Gei-Comi.
Gli autori di BL si presentano come "compagni dei fan" utilizzando le note di sovraccoperta e le postille per chiacchierare con i propri lettori, come se fossero amici, parlando per esempio del processo creativo nella realizzazione di un manga e quello che hanno scoperto piacere di più durante la scrittura della storia.

### Numeri
A metà degli anni '90 le stime sulle dimensioni dello yaoi fandom giapponese andavano da 100.000 a 500.000 persone; in quel periodo l'antologia yaoi June - che ha avuto una lunga durata a partire dalla prima metà degli anni '70 - ha avuto una tiratura tra le 80 e le 100.000 copie vendute, il doppio della circolazione della prima rivista sullo stile di vita gay, Badi.
La maggior parte dei siti di fan yaoi occidentali sono apparsi alcuni anni più tardi, con pagine e liste dedicate agli anime mainstream e ai manga. Attorno al 1995 essi ruotavano attorno alle serie più famose, come ad esempio Il cuneo dell'amore e Zetsuai 1989; entro la fine degli anni '90 i siti web che citavano lo yaoi in lingua inglese raggiunsero le centinaia.
A partire dal 2003 sui siti Internet in lingua giapponese vi sono stati quasi uguali proporzioni di siti dedicati allo yaoi come di siti per uomini gay o sull'omosessualità. Il 16 novembre 2003 erano stati pubblicati 770.000 siti yaoi. A partire dal mese di aprile 2005 una ricerca sui siti web yaoi non giapponesi ne ha trovati 785.000 in inglese, 49.000 in spagnolo, 22.400 coreani, 11.900 italiani e 6.900 siti cinesi. Nel gennaio 2007 vi sono stati circa 5 milioni di risultati sui motori di ricerca per yaoi.